# Dirlesried
Dirlesried ist ein Gemeindeteil von Egenhofen im oberbayerischen Landkreis Fürstenfeldbruck.

## Geografie
Der Weiler liegt circa zwei Kilometer südöstlich von Egenhofen. Der Ort ist über die Kreisstraße FFB 14 zu erreichen.